# 베이징 더비
베이징 더비(Beijing Derbies) 중국 베이징을 연고지로 하는 여러 축구 클럽들의 지역 더비 경기를 가리키 클럽들간의 경기 뿐만 아니라 클럽과 팬들간의 라이벌 관계를 가리키기도 단어이기도 하다.

## 주요 더비
베이징 궈안와 베이징 베이티다과의 더비